# 方有顺茶叶行
方有顺茶叶行位于中国浙江省湖州市德清县新市镇寺前弄10号。2010年4月14日，方有顺茶叶行公布为第三批德清县文物保护单位。